# Upsilon Draconis
Upsilon Draconis (52 Draconis) é uma estrela na direção da constelação de Draco. Possui uma ascensão reta de 18h 54m 23.77s e uma declinação de +71° 17′ 49.5″. Sua magnitude aparente é igual a 4.82. Considerando sua distância de 344 anos-luz em relação à Terra, sua magnitude absoluta é igual a −0.30. Pertence à classe espectral K0III.